# Glenlochy
Glenlochy war eine Whiskybrennerei in Fort William, Inverness-shire, Schottland. Die Brennereigebäude sind in den schottischen Denkmallisten in die Kategorie B einsortiert.

## Geschichte
Die Brennerei wurde 1898 im damals noch außerhalb von Fort William liegenden Inverlochy gegründet. Da zur Zeit der Gründung eine schlechte Wirtschaftslage vorherrschte, wurde die Brennerei ab Eröffnung am 4. April 1901 im Minimalbetrieb gefahren. Sie wurde später von Scottish Malt Distillers (SMD) übernommen, hatte jedoch stets mit wirtschaftlichen Schwierigkeiten zu kämpfen und produzierte selten am Maximum. Am 31. Mai 1983 schlossen SMD die Brennerei. Nach einem fehlgeschlagenen Versuch die Gebäude abzureißen, wurde das Gelände 1992 verkauft. Die Gebäude wurden teils abgerissen, teils in Ferienwohnungen umgebaut.

## Produktion
Die Brennerei bezog das benötigte Wasser aus dem Glen Nevis. Zum Brennen standen jeweils eine Grobbrandblase (Wash Still) und eine Feinbrandblase (Spirit Still) zur Verfügung. Es wurden Malt Whiskys produziert.

## Abfüllungen
Von Glenlochy sind keine Originalabfüllungen bekannt. Jedoch existierte eine Reihe von Abfüllungen unabhängiger Abfüller. Unter diesen wurden von Douglas Laing die längstgereiften als 38- und 49-jährige Abfüllungen auf den Markt gebracht.